# پسر شایسته (فیلم)
پسر شایسته (به هندی: Sapoot) فیلمی محصول سال ۱۹۹۶ و به کارگردانی جاگدیش شارما است. در این فیلم بازیگرانی همچون سونیل شتی، آکشی کومار، سونالی بندره، کاریشما کاپور، جانی لور، موکش ریشی، پریم چوپرا، کیران کومار، قادرخان ایفای نقش کرده‌اند.

## خلاصه داستان
آتش رقابت و دشمنی سالهاست که بین سینگانیا و دانیشوار روشن و شعله ور است.دانیشوار، برادرش و دوپسرش در یک طرف و سینگانیا و پسرش راج در سمت دیگر همیشه یکدیگر را مورد حملات و ضربات شدیدی قرار داده اند.سینگانیا یک دختر عزیزدردانه بنام آنجلی، یک پسر عقب مانده بنام دوا و یک پسر سربه هوا بنام پریم هم دارد.افراد دانیشوار در یک معامله الماس به راج حمله میکنند و سینگانیا به تلافی این کار بالاخره دانیشوار را به قتل میرساند.همکاری بازماندگان دانیشوار و جاسوسانشان در تشکیلات سینگانیا بالاخره سینگانیا را هم به سرنوشت دانیشوار دچار می‌سازد و سینگانیا هم میمیرد.پریم به توصیه برادرش راج، وارد تشکیلات پلیس میشود تا از دو طرف به تشکیلات دانیشوار ضربه بزنند و انتقام پدرشان را بگیرند و...

## بازیگران و صداپیشگان
| نقش               | بازیگر            | دوبلُر            |
| سینگانیا          | قادر خان          | حسین عرفانی      |
| راج سینگانیا      | سونیل شتی         | سعید مظفری       |
| پریم سینگانیا     | آکشی کومار        | منوچهر والی زاده |
| دانیشوار          | پریم چوپرا        | پرویز ربیعی      |
| تاجشوار           | موکش ریشی         | نصرالله مدقالچی  |
| کاجال             | سونالی بندره      | مریم شیرزاد      |
| پوجا              | کاریشما کاپور     | افسانه پوستی     |
| شمشیر             | کیران کومار       | کسری کیانی       |
| آنجلی سینگانیا    | شالینی کاپور ساگر | زهره شکوفنده     |
| پسر بزرگ دانیشوار | سانجیو دابولکار   | تورج مهرزادیان   |
| پسر کوچک دانیشوار | جیتو ورما         | کامبیز شکوفنده   |
| دوا               | جانی لور          | تورج نصر         |
| رنویر             | ماهاویر شاه       | ناصر احمدی       |